# Li Ruqi
Li Ruqi (李汝祺; * 2. März 1895 in Tianjin, Kaiserreich China; † 4. April 1991 in Peking, Volksrepublik China) war ein chinesischer Biologe. Er galt als Mitbegründer der modernen Genetik in China.

## Leben
Li war der Sohn eines Kaufmanns. Von 1911 bis 1919 besuchte er das Tsinghua College, bevor er in die Vereinigten Staaten ging. Von 1919 bis 1923 studierte er Tierzucht an der Purdue University, wo er den Bachelor in den Agrarwissenschaften erwarb. Nach seinem Abschluss wurde er in die Abteilung für Zoologie an der Columbia University aufgenommen, wo er sich unter der Leitung des renommierten Genetikers Thomas Hunt Morgan mit der Entwicklungsgenetik von Drosophila melanogaster beschäftigte. Aufgrund seiner herausragenden Leistungen erhielt er 1926 als erster chinesischer Student einen Doktortitel im Labor von Morgan. Im selben Jahr kehrte er auf Einladung von Professor Cai Qiao zurück nach China, um an der Fudan-Universität zu lehren. 1927 wurde er Biologie-Professor  an der Yanjing-Universität. Im Jahr 1952 wurde er nach der Anpassung von Colleges und Fakultäten in China zum Professor am Fachbereich Biologie der Universität Peking ernannt, bis er 1989 in den Ruhestand trat. Li wurde 1956 zum Professor ersten Grades befördert. Von 1951 bis 1956 war er Generaldirektor der Chinesischen Zoologischen Gesellschaft. 1978 wurde er der erste Generaldirektor der neugegründeten Genetics Society of China (中国遗传学会) und er war Chefredakteur des Fachjournals Acta Genetica Sinica.
Li gilt als einer der Pioniere der Entwicklungsgenetik in China. Bereits 1923 führte er Studien über die Auswirkung von Chromosomenaberrationen auf die Entwicklung bei Drosophila melanogaster durch. Einige der Ergebnisse seiner Doktorarbeit wurden 1927 in der Zeitschrift Genetics veröffentlicht. Dieser Forschungsartikel war einer der frühesten Artikel auf dem Gebiet der Entwicklungsgenetik. Es dauerte bis 1940, bis der amerikanische Genetiker D. F. Poulson akademische Erkenntnisse auf dem gleichen Gebiet veröffentlichte. Erst in den 1960er Jahren konnte sich die Entwicklungsgenetik als eigenständige Wissenschaft etablieren.
Li leistete auch Pionierarbeit bei der Untersuchung der Chromosomen- und Embryonalentwicklung von Tieren und galt als führender Zytogenetiker in China. Er kombinierte Ökologie und Embryologie, um die embryonale Entwicklung der Froscharten Quasipaa boulengeri, Pelophylax nigromaculatus und Kaloula borealis sowie deren Anpassung an die Umwelt zu studieren. Von 1935 bis 1936 betrieb er Forschungen zur Zytogenetik am California Institute of Technology. Nach seiner Rückkehr nach China führte er die präparative Technik des Speicheldrüsenchromosoms von Drosophila melanogaster in China ein und initiierte Studien zur Zytogenetik in China. Gemeinsam mit Li Xianwen, Li Jingjun und Li Ching-Hsiung zählte er zu den führenden Persönlichkeiten im Bereich der Genetik in der Republik China (1912–1949).
Während seiner beruflichen Laufbahn, die sich über mehrere Jahrzehnte erstreckte, förderte Li eine Vielzahl von Talenten auf dem Gebiet der Genetik, um die solide Grundlage für die Entwicklung der modernen Genetik in China zu legen. Der renommierte Genetiker Chia-Chen Tan und der Herpetologe Liu Chengzhao schlossen ihre Masterarbeiten unter seiner Leitung ab. Die prominenten Biologen Tso-Kan Chang, Yin-Chang Chin, Tsu-Ming Lin und Chao-Te Li zählten ebenfalls zu seinen Studenten.
Li verfasste zahlreiche bedeutende wissenschaftliche Artikel. Im Jahr 1981 wurden seine Prinzipien der Zytogenetik veröffentlicht und schon bald als allgemeines Lehrbuch an chinesischen Fachschulen und Universitäten verwendet. 1985 veröffentlichte er sein umfangreiches Werk mit dem Titel Developmental Genetics. Dieses Buch integrierte die wichtigsten Theorien der Genetik, Embryologie und Zytologie und gilt als bedeutendes Werk der modernen chinesischen Genetik. Im selben Jahr kam das Buch Selected Papers of Experimental Biology, das vierzig zuvor veröffentlichte Arbeiten enthält, heraus. 1986 erschien die Schrift Discussion on several problems of cytogenetics.